# 아시카가 우지미쓰

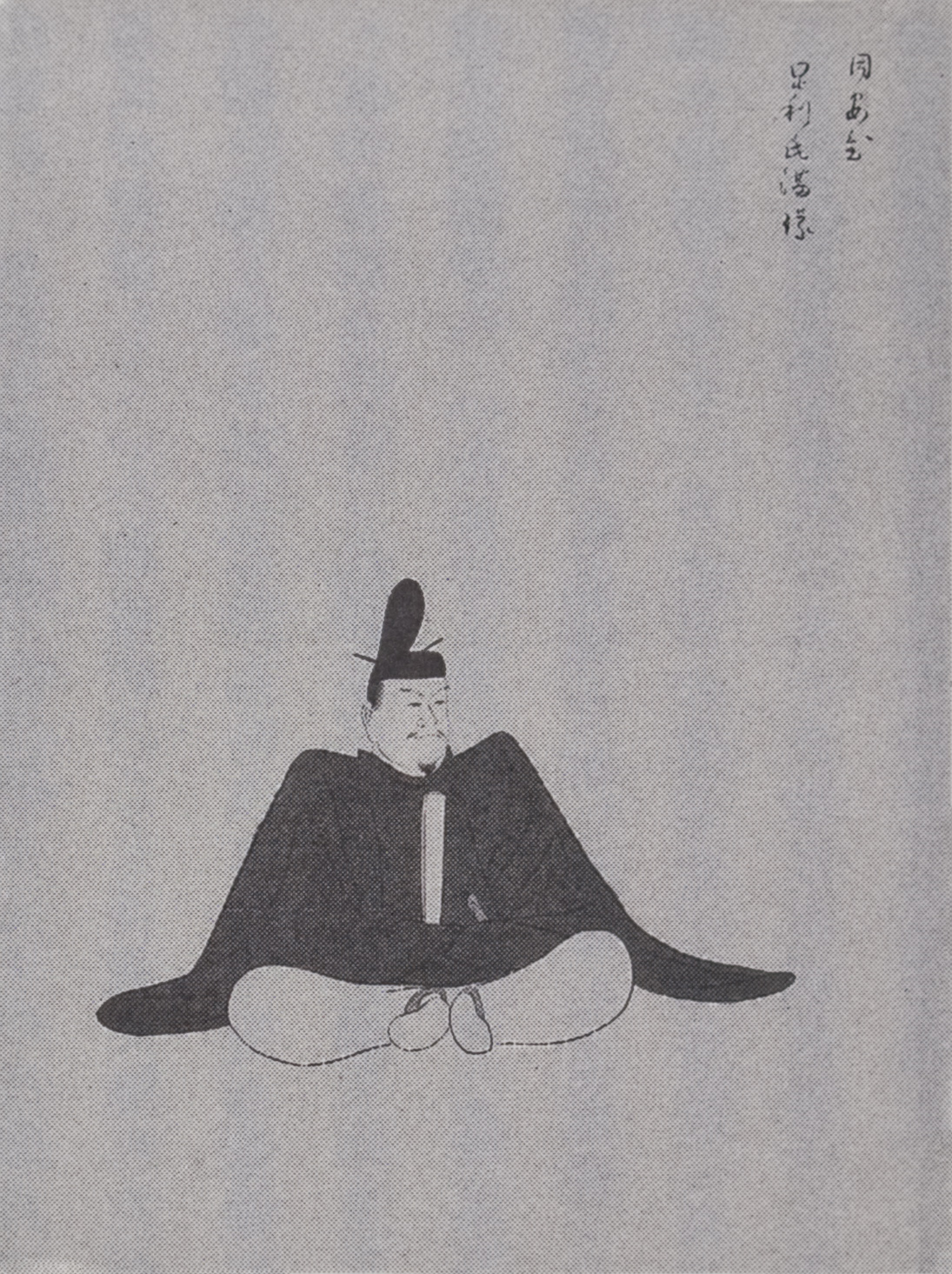
아시카가 우지미쓰

아시카가 우지미쓰(足利氏満)는 난보쿠초 시대부터 무로마치 시대까지의 무장이다. 제2대 가마쿠라 공방. 부친은 초대 가마쿠라 공방 아시카가 모토우지이며 조부는 무로마치 막부 초대 쇼군 아시카가 다카우지이다. 외숙부는 간토 관령 하타케야마 구니키요이다.

## 같이 보기
- 가마쿠라시
- 난보쿠초 시대